# Ten Thousand Saints
Ten Thousand Saints is een Amerikaanse film uit 2015, geschreven en geregisseerd door Robert Pulcini en Shari Springer Berman. De film ging in wereldpremière op 23 januari op het Sundance Film Festival.

## Verhaal
Jude, die door zijn hippie-ouders genaamd is naar een nummer van The Beatles, brengt zijn middelbareschooltijd door in een klein stadje in Vermont. Hij houdt zich bezig met nutteloze activiteiten zoals high worden samen met zijn beste vriend Teddy. Hij verlangt er naar om terug contact op te nemen met zijn vader Les, die het gezin verliet toen Jude negen jaar oud was. Om Jude uit de problemen te houden stuurt zijn moeder hem naar Les die in East Village in New York woont. Jude worstelt met problemen om zich aan te passen aan zijn nieuwe omgeving.

## Rolverdeling
| Acteur             | Personage |
| ------------------ | --------- |
| Ethan Hawke        | Les       |
| Asa Butterfield    | Jude      |
| Emily Mortimer     | Diane     |
| Julianne Nicholson | Harriet   |
| Hailee Steinfeld   | Eliza     |
| Emile Hirsch       | Johnny    |